# プニート・ラージクマール
プニート・ラージクマール（英語: Puneeth Rajkumar; カンナダ語: ಪುನೀತ್ ರಾಜ್‍ಕುಮಾರ್; ヒンディー語: पुनीत राजकुमार; 1975年3月17日 - 2021年10月29日）はインドの映画俳優、歌手。 本名はロヒス・ラージクマール（英語: Lohith Rajkumar）。

## 主な出演作品
- Appu （2002年） [2]
- Abhi （2003年）
- Veera Kannadiga （2004年）
- Maurya （2004年）
- Aakash （2005年）
- Ajay  （2006年）
- Namma Basava （2005年）
- Milana （2007年）
- Arasu  （2007年）
- Raaj - The Showman （2009年）
- Raam （2009年）
- Prithvi （2010年）
- Jackie （2010年）[3]
- Hudugaru （2011年）[4]
- Paramathma （2011年）
- Anna Bond （2012年） [5][6]
- Yaare Koogadali （2012年）
- Ninnindale （2014年）[7]
- Power （2014年）
- My Hero Mythri  （2015年）
- Rana Vikrama  （2015年）[8][9]
- Chakravyuha （2016年）
- Doddmane Hudga （2017年）
- Raajakumara （2017年）[10]
- Anjali Putra（2017年）[11][12]
- Natasaarvabhowma （2019年）[13][14][15][16][17]
- Yuvaratna

CM
- Pothys
- Gold Winner
- Ziox
- Flipkart
- 7Up